# Duthiea
Duthiea es un género de plantas herbáceas perteneciente a la familia de las poáceas. Es originario de la región del Himalaya.

## Citología
Número de la base del cromosoma, x = 7. Los cromosomas son «grandes». 

## Especies
- Duthiea brachypodium (P.Candargy) Keng & Keng f.
- Duthiea bromoides Hack.
- Duthiea dura (Keng) Keng
- Duthiea nepalensis Bor
- Duthiea oligostachya (Munro) Stapf